# Tańdźawur
Tańdźawur (tamil. தஞ்சாவூர், ang. Thanjavur) – miasto w stanie Tamilnadu w południowych Indiach, znane z pochodzącej z XI wieku świątyni Bryhadiśwary, która jest dziełem drawidyjskiego państwa Ćolów. 
W 1987 r. świątynia Bryhadiśwary została wpisana na listę światowego dziedzictwa UNESCO. Pierwotny wpis został rozszerzony w 2004 r. Obecnie wpis obejmuje również dwie inne świątynie Ćolów:
- świątynię Bryhadiśwary w Gangaikonda Cholapuram,
- świątynię Ajrawateśwary w Darasuram.